# بيداريل
بيداريال، هي قرية لبنانية من قرى قضاء البترون في محافظة الشمال.